# 周玲慧
周玲慧（1965年2月—），湖南新邵人，汉族，九三学社社员。中华人民共和国工程师、第十三届全国人民代表大会湖南地区代表。

## 生平
周玲慧担任湘潭电机股份有限公司电机事业部高级工程师、主任设计师、副总工程师。2002年5月，加入九三学社。2018年2月24日，当选为第十三届全国人大代表。